# Aggstein
Aggstein – ruiny zamku z XII wieku, na prawym brzegu Dunaju w dolinie Wachau, w gminie Schönbühel-Aggsbach, w powiecie Melk, w Dolnej Austrii.
Zamek odwiedza rocznie około 55 000 turystów. Jest jednym z częściej odwiedzanych miejsc Dolnej Austrii.